# Agoo
Agoo é um município de  primeira classe de renda municipal (d) na província La Union, nas Filipinas. De acordo com o censo de 1 de maio  de  2020 possui uma população de 66 028 pessoas e 15 953 domicílios.